# Ingrid García-Jonsson
Pour les articles homonymes, voir Ingrid, García et Jonsson.
Ingrid García-Jonsson est une actrice hispano-suédoise, née le 6 septembre 1991 à Skellefteå.

## Filmographie
- 2011 : Manual for Bored Girls (court métrage) : la fille blonde
- 2011 : Pelirrojo/Negro (Rött hår/Svart) (court métrage) : la narratrice (voix)
- 2011 : Los Cuervo: ¡Pillados! (série télévisée) : Fan Pop4You
- 2011 : Okupados : Adela
- 2012 : Rebeca Jiménez, ¿De qué lado estás? (court métrage)
- 2013 : Con pelos en la lengua (série télévisée) : Sara (9 épisodes)
- 2013 : Jane Joyd's Landscape nº1 (court métrage)
- 2013 : Investigación policial : Natalia
- 2013 : El jardinero (court métrage) : Irene
- 2013 : Tierra de lobos (série télévisée) : Pepi
- 2013 : Is_landia (court métrage télévisé) : Marta
- 2014 : Todos tus secretos : Irene
- 2014 : Ñeñeñe (court métrage) : Amiga
- 2014 : Ministro (court métrage) : la policière
- 2014 : Hermosa juventud : Natalia
- 2014 : Julien Elsie: Failures of the Modern Man (court métrage)
- 2014 : Ánimo valiente (court métrage) : la femme blonde
- 2014 : Eryka's Eyes : Eryka
- 2014 : Frikis (court métrage) : Patricia
- 2014 : Aliados (es) (série télévisée) : Bianca Rock
- 2015 : Lejos/Cerca (court métrage)
- 2015 : Djävulen (court métrage) (voix)
- 2015 : Sweet Home : Alicia
- 2015 : Una mañana cualquiera (court métrage) : la femme attractive
- 2015 : Berserker : Mireia
- 2016 : Embarazados
- 2016 : Toro : Estrella
- 2016 : Acantilado : Cordelia
- 2016 : Gernika : Márta
- 2016 : El desconcierto (court métrage) : Taquillera
- 2016 : Aaron Rux: My Private Dance Alone (court métrage)
- 2017 : Muñeca Vudú (court métrage)
- 2017 : Zona hostil : Cabo Sánchez
- 2017 : El fracaso (court métrage) : Lucía
- 2017 : Triple Room (court métrage) : Larry
- 2017 : La vida nuestra (court métrage) : Cora
- 2015-2017 : Apaches (es) (série télévisée) : Miranda (12 épisodes)
- 2018 : Ana de día : Ana / Nina
- 2018 : Limbo (mini-série) : Lidia Ronco (7 épisodes)
- 2018 : Love Me Not : Salomé
- 2018 : En las estrellas
- 2018 : He doesn't drive (court métrage) : Clara
- 2018 : Taxi a Gibraltar : Sandra
- 2018 : Golpe maestro : Natalia
- 2018 : Yo, mi mujer y mi mujer muerta : Amalia
- 2019 : Les Coming Out : Eva
- 2019 : Instinto (série télévisée) : Carol (8 épisodes)
- 2020 : Explota Explota
- 2021 : Veneciafrenia
- 2023 : The Last Kingdom : Sept rois doivent mourir (The Last Kingdom: Seven Kings Must Die) d'Edward Bazalgette : Brand